# Церква Покрови Пресвятої Богородиці (Нирків, УГКЦ)
Церква Покрови Пресвятої Богородиці в Ниркові — парафія і храм греко-католицької громади Товстенського деканату Бучацької єпархії Української греко-католицької церкви в селі Нирків Чортківського району Тернопільської области.

## Історія церкви
Перша згадка про греко-католицьку парафію села датується 1714 роком. Мурована церква і дзвіниця були побудовані у 1730 році.
До 1946 року парафія і храм належали до УГКЦ.
На парафії служив о. Юліан Свістель, висвячений владикою Григорієм Хомишиним. Його дружина, Соломія, організувала дитячий садок. Отець Юліан, ризикуючи життям, врятував мешканців від німецьких репресій.
У 1946–1989 роках парафія і храм належали до РПЦ. У цей період в селі діяла підпільна УГКЦ, з якої дві парафіянки, Марія Мандрик (с. Стефанія) і Ярослава Тернавська (с. Августина), вступили до монастиря ЧСВВ.
Парафія мала статус відпустового місця Положення Ризи Пресвятої Богородиці.
У 1990 році, під час виходу УГКЦ з підпілля, першу Літургію біля закритої церкви відслужив о. Тарас Сеньків. Того ж року в селі стався конфесійний поділ. Православна громада, яка тепер належить до ПЦУ, заволоділа храмом і резиденцією.
Греко-католицька громада була змушена будувати тимчасову капличку. У грудні 1996 року о. митрат Василій Семенюк заклав наріжний камінь під будівництво нового храму. Будівництво завершилося у 2000 році, і його освятив єпископ Іриней Білик.
При парафії діють братства «Жива Вервиця», «Апостольство молитви» та спільнота «Матері в молитві». На території села є хрести, фігури та каплиці парафіяльного значення.

## Парохи
- о. Іван Кисілевський (1811 — 23 квітня 1860),[джерело?]
- о. Юліан Свістель (1912—1944),
- о. Тарас Сеньків,
- о. Михайло Вітовський,
- о. Борис Стасюк (з січня 2003).